# Agenci
Agenci (tytuł oryg. 2 Guns) – amerykański komediowy film akcji w reżyserii Baltasara Kormákura. Premiera odbyła się 30 lipca 2013.
Film zarobił 33 199 655 dolarów amerykańskich w Stanach Zjednoczonych.

## Obsada
Źródło: Filmweb.

- Denzel Washington – Robert „Bobby” Trench
- Mark Wahlberg – Michael „Stig” Stigman
- Paula Patton – Deb
- Bill Paxton – Earl
- Fred Ward – admirał Tuwey
- James Marsden – Quince
- Edward James Olmos – Papi Greco
- Robert John Burke – Jessup

i inni.